# Tori Kelly

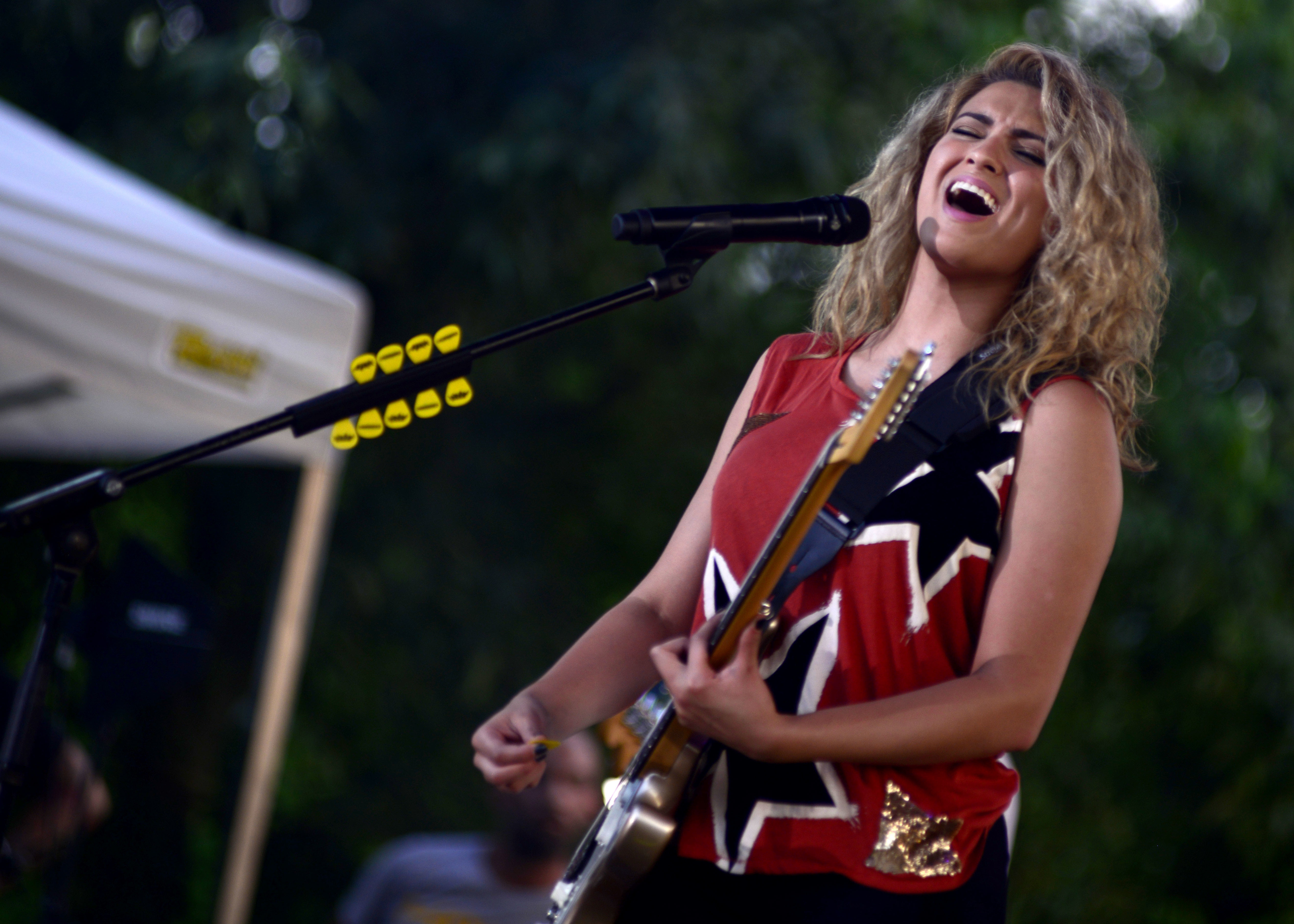
Tori Kelly

Victoria Loren Kelly (Wildomar, California, 14 de diciembre de 1992), más conocida por su nombre artístico Tori  Kelly, es una cantante y compositora estadounidense.
Tori Kelly comenzó participando en varios concursos y programas de talentos cuando era niña, entre ellos Star Search, en el que participó en 2003, pero perdió ante Tiffany Evans. Siendo adolescente, actuó en varios locales y escenarios, y terminó de hacerse conocida gracias a su canal de Youtube, en el cual hacía versiones en su habitación de canciones muy conocidas. En 2012, hizo su primer álbum llamado Handmade Songs by Tori Kelly. Ese mismo año, compuso el primer sencillo de su álbum de estudio debut, el cual fue publicado el 8 de febrero de 2015. Otro sencillo es Should've Been Us, publicado el 2 de junio de 2015. El 10 de junio de 2015, se lanzó a la venta su álbum de estudio, Unbreakable Smile con hits como Dear No One. Su último sencillo publicado el 22 de octubre de 2015 es Hollow. A lo largo de estos años, ha conseguido vender todas las entradas en varias grandes ciudades como The Wiltern y The Troubadour en Los Ángeles, the Best Buy Theater y Bowery Ballroom en New York, y KOKO y Bush Hall en Londres. Ha apoyado a Ed Sheeran y a Sam Smith en sus tours. Kelly ha actuado en MTV EMA’s, VMA’s, Billboard Music Awards y BET Awards. Ha sido nominada en 3 ocasiones al Grammy, obteniendo dos galardones.

## Carrera musical

### 2010-2015: Comienzos yHandmade
En 2010, Kelly audicionó para la Temporada 9 de American Idol en Denver, Colorado y llegó a Hollywood Week, pero no llegó al "Top 24" de los artistas. Ella había afirmado que "estaba devastada", pero que "le había dado todo". Posteriormente, se le pidió que participara en una versión juvenil de la canción benéfica de 1985 "We Are the World" titulada "We are the world: the next generation". Aunque el exjuez Simon Cowell pareció encontrar la voz de Kelly "casi molesta", ella siguió interpretando y escribiendo canciones. El 1 de mayo de 2012, lanzó su primer EP, titulado Handmade Songs de Tori Kelly, que fue lanzado en su propio sello, Toraay Records. Kelly escribió, produjo, diseñó y grabó el EP sola en su dormitorio. Poco después de su lanzamiento, el EP llegó a la lista de los 10 álbumes Pop más populares en iTunes. Ella llamó al EP un "calentamiento" para un álbum de larga duración que estaba por venir en el futuro. A partir de 2013, había vendido más de 14,000 copias y alcanzó el número nueve en la lista de álbumes de Heatseekers de Estados Unidos.
En febrero de 2013, Kelly lanzó un sencillo llamado "Fill a Heart", que escribió para la campaña "Child Hunger Ends Here" de ConAgra Foods and Feeding America. La canción más tarde fue interpretada por la banda británica The Wanted en Dancing With the Stars. A partir de abril de 2013, Kelly actuó en ocho lugares diferentes de los EE. UU. Para su gira "Fill a Heart", ayudando en los bancos de alimentos de las ciudades durante el día. Ha actuado en lugares como Troubador y Roxy en Los Ángeles, Gramercy Theatre en Nueva York y Bush Hall en Londres. También ha aparecido en revistas como Teen Vogue, Elle y Glamour.
A mediados de 2013, el nuevo gerente de Kelly, Scooter Braun, la presentó a los directores de Capitol Records. Ella había sido "muy escéptica" sobre firmar con un importante sello discográfico por miedo a que las cosas no funcionaran a su favor. "Me habían quemado antes. Pero cuando conocí a esos muchachos, nunca me había sentido así: eran fanáticos y realmente me atraparon". El 6 de septiembre de 2013 fue contratada por Capitol Records.

### 2013-presente:Unbreakable Smiley éxito internacional
En septiembre de 2013, fue elegida Artista del mes de Elvis Duran y apareció en Today Show de NBC presentada por Kathy Lee Gifford y Hoda Kotb, donde actuó en vivo con su sencillo "Dear No One". Un segundo EP, titulado Foreword, sería lanzado el 22 de octubre de 2013 en Capitol Records. A fines de noviembre, el EP había vendido más de 16,000 copias, debutando en el número 16 en el Billboard 200 de los Estados Unidos.
Kelly fue el único acto de apoyo para Ed Sheeran en el Madison Square Garden el 1 de noviembre de 2013 y apoyó a Sam Smith en su gira Lonely Hour UK en octubre de 2014.
Kelly escribió y grabó una canción llamada "Silent" para The Giver: Music Collection, apoyando la adaptación cinematográfica (The Giver) de la novela The Giver, que fue lanzada en iTunes el 5 de agosto de 2014. El 7 de agosto de 2014, Kelly publicó una versión acústica en vivo de la canción en su canal de YouTube; que tiene más de 2,6 millones de visitas a partir de octubre de 2015. Kelly fue presentado en "Lullaby" por el rapero británico Professor Green, que fue lanzado en el Reino Unido el 14 de septiembre de 2014. La canción alcanzó el número cuatro en la lista de sencillos del Reino Unido, por lo tanto proporcionando a Kelly su primer éxito entre los diez primeros británicos. Kelly apareció en el popurrí "Winter Wonderland" / "Do not Worry Be Happy" en el álbum de Pentatonix That's Christmas to Me que se lanzó en octubre de 2014. El 1 de diciembre de 2014, se anunció que Tori Kelly era una de las artistas de MTV. Ver. Ella interpretó en privado dos canciones para MTV: "Funny" y "Dear No One"; ambos se pueden encontrar en su página Artist To Watch. Su actuación "Divertida" se emitió en MTV durante varias semanas.
A lo largo de 2014, Kelly trabajó con Braun en su álbum debut en el que contó con las contribuciones de Toby Gad, Max Martin y Ed Sheeran. El sencillo principal del álbum, "Nobody Love", fue lanzado el 8 de febrero de 2015. Fue escrito por Rickard Goransson, Max Martin y la propia Tori Kelly. Kelly tocó "Nobody Love" en los 2015 Billboard Music Awards. El álbum, titulado Unbreakable Smile, fue lanzado el 23 de junio de 2015 y debutó en el número dos en el Billboard 200 con 75,000 copias vendidas en su primera semana. Kelly realizó "Should've Been Us" en los 2015 MTV Video Music Awards.
En octubre de 2015, Kelly cubrió la canción "Colors of the Wind" en el álbum We Love Disney. 
"Hollow" fue lanzado el 22 de octubre de 2015 como el primer sencillo de la nueva edición de Unbreakable Smile. En el mismo mes, Kelly se convirtió en el embajador de la marca de William Rast, la línea de ropa cofundada por Justin Timberlake. A finales de 2015, Kelly recibió una nominación a Mejor Artista Nuevo en los 58º Premios Grammy. Actuó en la ceremonia con el cantante inglés James Bay. Se convirtió en la primera artista de la historia en interpretar una canción pop cristiana en los Premios Grammy.
Kelly grabó una versión actualizada de "Baby Baby" con la artista original de la canción, Amy Grant. Esta grabación conmemora el 25 aniversario de la canción y fue lanzada el 29 de abril de 2016. Kelly hizo su debut cinematográfico en la película animada Sing (2016), haciendo sonar a Meena el elefante.
El 10 de julio de 2016, Kelly lanzó una canción original "Blink of an Eye" en honor a su amiga Christina Grimmie, en el mes de su muerte durante una reunión y saludo en The Plaza Live en Orlando, Florida, en junio 10, 2016 mientras está de gira con Before You Exit.
El 7 de mayo de 2017, Kelly tocó en Beale Street Music Festival en Memphis, Tennessee, abriendo para Soundgarden en lo que sería una de sus actuaciones finales antes de que el líder Chris Cornell se suicidara el 17 de mayo.
El 9 de junio, el rapero de música cristiana Lecrae, lanzó el sencillo "I'll Find You", con Kelly como el artista presentado. El video musical que lo acompaña fue lanzado el 28 de julio de 2017. Presenta a varios pacientes del Hospital St. Jude, y Kelly y Lecrae cantando sobre un fondo negro. Alcanzó el puesto número 11 en el Hot R&B/Hip Hop de Billboard y el primer puesto en el Hot Christian Songs.
En julio de 2021, Kelly participó en la canción Blame Myself junto al DJ y productor musical de música electrónica, Illenium para el álbum Fallen Embers.

## Discografía

### Álbumes
| Año  | Álbum | Posicionamiento en listas | Posicionamiento en listas | Posicionamiento en listas | Posicionamiento en listas | Posicionamiento en listas | Posicionamiento en listas | Posicionamiento en listas | Posicionamiento en listas | Posicionamiento en listas |
| Año  | Álbum | EUA                       | AUS                       | BEL                       | CAN                       | IRL                       | DUT                       | NZ                        | ESC                       | RU                        |
| ---- | --- | ------------------------- | ------------------------- | ------------------------- | ------------------------- | ------------------------- | ------------------------- | ------------------------- | ------------------------- | ------------------------- |
| 2015 | Unbreakable Smile - Lanzamiento: 23 de junio de 2015 - Discográfica: Capitol - Formatos: CD, descarga digital        | 2                         | 8                         | 110                       | 3                         | 95                        | 75                        | 6                         | 52                        | 36                        |
| 2019 | Inspired By True Events - Lanzamiento: 9 de agosto de 2019 - Discográfica: Capitol - Formatos: CD, descarga digital  | 10                        | 2                         | 6                         | 4                         | 45                        | 61                        | 5                         | 31                        | 24                        |
| 2020 | A Tori Kelly Christmas - Lanzamiento: 30 de octubre de 2020 - Discográfica: Capitol - Formatos: CD, descarga digital | 99                        | 14                        | 26                        | 14                        | 35                        | 29                        | 8                         | 38                        | 62                        |

### Extended plays (EP)
| Año  | EP | Posicionamiento en listas | Posicionamiento en listas | Posicionamiento en listas |
| Año  | EP | EUA                       | EUA Heat                  | NZ                        |
| ---- | --- | ------------------------- | ------------------------- | ------------------------- |
| 2012 | Handmade Songs - Lanzamiento: 1 de mayo de 2012 - Discográfica: Toraay - Formatos: Extended play, descarga digital | —                         | 9                         | —                         |
| 2012 | Foreword - Lanzamiento: 1 de mayo de 2012 - Discográfica: Capitol - Formatos: Extended play, descarga digital      | 16                        | —                         | 26                        |

### Sencillos
| 2011                                                                           | «Mr. Music»                             | —  | —  | —  | —  | —  | — | —  |                           | Sin álbum         |
| 2011                                                                           | «Bring Me Home»                         | —  | —  | —  | —  | —  | — | —  |                           | Sin álbum         |
| 2012                                                                           | «Confetti»                              | —  | —  | —  | —  | —  | — | —  |                           | Handmade Songs    |
| 2013                                                                           | «Fill a Heart (Child Hunger Ends Here)» | —  | —  | —  | —  | —  | — | —  |                           | Sin álbum         |
| 2013                                                                           | «Dear No One»                           | —  | —  | —  | —  | —  | — | —  |                           | Foreword          |
| 2015                                                                           | «Nobody Love»                           | 56 | 11 | 25 | 14 | 36 | 5 | —  | - EUA: Platinum - NZ: Oro | Unbreakable Smile |
| 2015                                                                           | «Should've Been Us»»                    | 51 | 9  | 25 | 48 | 64 | — | 91 | - EUA: Platinum           | Unbreakable Smile |
| 2015                                                                           | «Hollow»                                | 68 | 10 | —  | —  | 87 | — | —  | - EUA: Oro                | Unbreakable Smile |
| «—» indica que el sencillo no fue lanzado o no se posicionó en ese territorio. |                                         |    |    |    |    |    |   |    |                           |                   |

## Giras
- Fill A Heart Tour (2013)
- Where I Belong Tour (2015)
- Unbreakable Tour (2016)